# Gedas
Der ehemalige Informationstechnologie-Dienstleister gedas hat über 20 Jahre Unternehmen der Automobil- und Fertigungsindustrie bei Entwicklung, Systemintegration und Betrieb von IT-Lösungen beraten. Das Unternehmen wurde nach dem Verkauf im Jahr 2006 in die T-Systems integriert und der Markenname gedas aufgegeben.
Die gedas-Gruppe war ein Tochterunternehmen des Volkswagen-Konzerns und entstand ursprünglich als interner Dienstleister. Das Unternehmen mit Hauptsitz in Berlin war weltweit mit mehr als 55 Standorten in 16 Ländern präsent. Im Jahr 2005 erzielten 5.500 Mitarbeiter Umsatzerlöse von 606 Mio. Euro.

## Organisation
Die gedas-Gruppe bestand aus der Dachorganisation der gedas AG und deren Tochtergesellschaften, vorrangig Landesgesellschaften. Die gedas AG hielt als Muttergesellschaft in der Regel jeweils 100 % der Anteile der Landesgesellschaften und fungierte de facto als Holding. Daneben hielt sie Anteile an Joint Ventures wie beispielsweise der gemeinsam mit der Fraport AG gegründeten gedas operational services GmbH & Co. KG (gedas os), die gedas onsite GmbH und einige Nearshore-Ausgründungen.

## Geschichte
1983 entschied sich Volkswagen, seine IT-Strategie zu ändern, und entwickelte ein Konzept für die Konzern-IT-Abteilung, die damit die Funktion eines internen Dienstleisters übernahm. Bald darauf entstand unter der Leitung von Herrn Dieter Schacher die VW-Gedas-Gruppe. Nur drei Jahre später erhielt die Gruppe ihren ersten externen Auftrag, eine CAD Umgebungsmigration für den Automobilzulieferer ITT Automotive (TEVES).
Schon in den frühen 90er Jahren konzentrierte sich gedas darauf, einen ganzheitlichen Ansatz bei der Informationstechnologie anzuwenden und setzte ein Modell ein, bei dem die Integration der IT in die Produktionsprozesse eine hohe Priorität hatte. In den folgenden Jahren vergrößerte sich das Geschäftsvolumen erheblich und es wurde auch an internationalen VW-Standorten die Verantwortung für die IT-Operationen übernommen.
1998 wurde aus VW-GEDAS die gedas. Dadurch sollte zum Ausdruck gebracht werden, dass die Gruppe zu einem der weltweit führenden Systemintegratoren geworden war, deren Kunden nicht länger nur aus der VW-Gruppe (Volkswagen, Audi, Škoda, Seat u. a.) kamen. 1999 etablierte sich gedas durch die Eröffnung von Standorten in den USA und China immer mehr als globales Unternehmen. Am 1. Januar 2001 wurde die gedas zur gedas AG umfirmiert und Robert Stauß wurde zum Vorsitzenden des Vorstands berufen. Robert Stauß war bereits seit August 1987 im Unternehmen tätig und seit 1991 kaufmännischer Geschäftsführer. Im Jahre 2002 führte gedas seine Line of Business-Struktur ein. 2003 wurde Axel Knobe zum Vorstandsvorsitzenden ernannt.
Im September 2005 gab die Volkswagen AG bekannt, dass gedas wie auch das Mietwagenunternehmen Europcar verkauft werden sollen. Im Dezember wurde die gedas-Gruppe mit Wirkung zum 1. April 2006 an T-Systems verkauft. Die Verschmelzung der gedas AG mit der T-Systems Enterprise Services GmbH wurde am 8. Mai 2007 im Handelsregister eingetragen.
Am 15. November 2006 wurde der Markenname gedas fast vollständig vom Markt genommen und durch T-Systems ersetzt. Ausnahme war auch hier die gedas operational services GmbH & Co. KG – das gedas im Namen dieser Gesellschaft wurde erst zum 30. Mai 2008 getilgt.

## Portfolio
gedas deckte bei der Beratung die gesamte IT-Wertschöpfungskette in Unternehmen ab: von Produktentwicklung über Ressourcenmanagement und Logistikprozesse bis zu Vertrieb und Kundenpflege.
Dieses Full-Service-Portfolio war in fünf globalen Geschäftsfeldern gebündelt:
- Product-Lifecycle-Management (PLM)
- Supply-Chain-Management (SCM)
- Enterprise-Resource-Planning (ERP)
- Customer-Relationship-Management (CRM)
- Operational services (Outsourcing, Rechenzentrums-Services)